# Concrete-Central Elevator

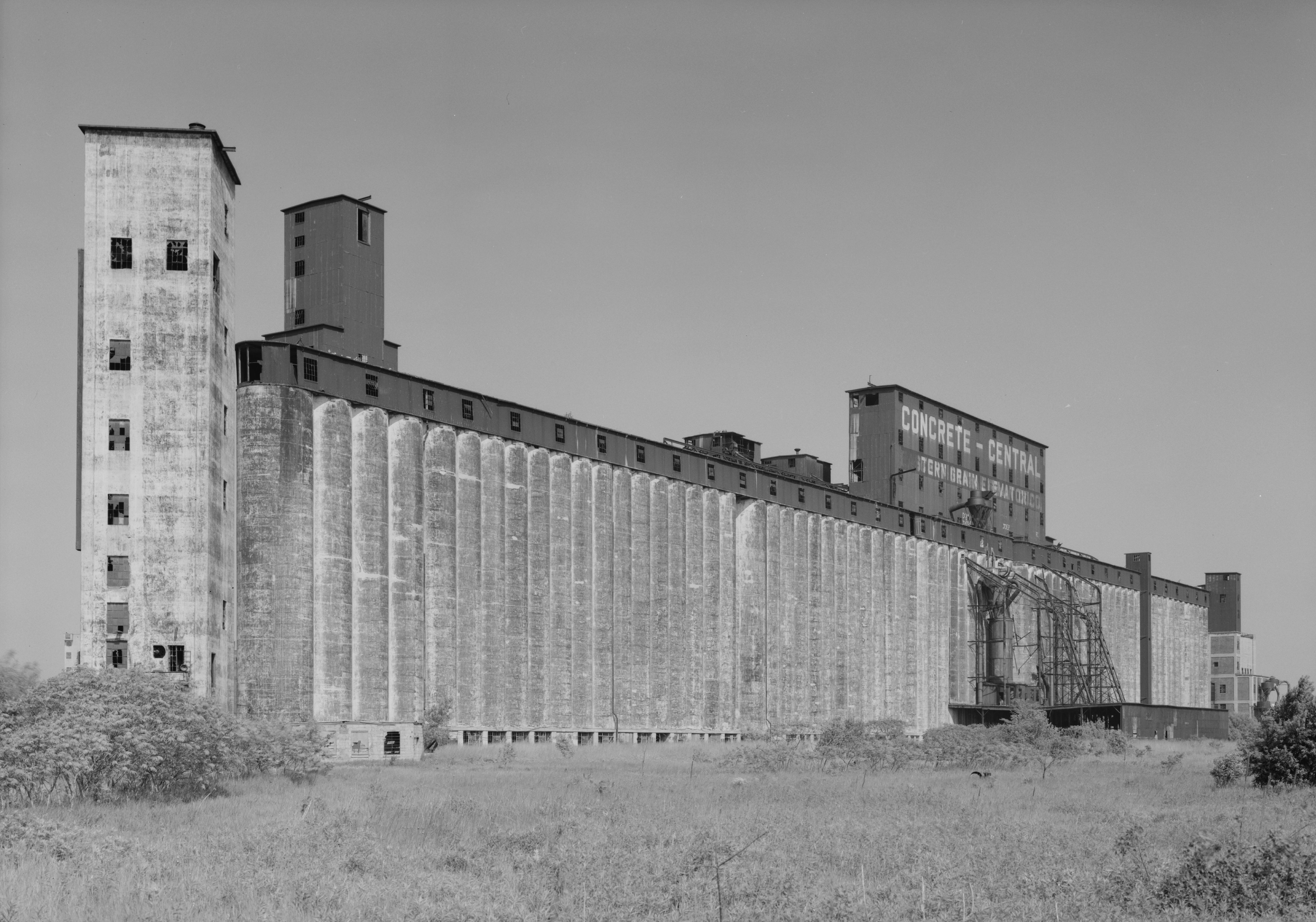
Concrete-Central Elevator 1994

Der Concrete-Central Elevator ist ein historisches Getreidesilo in Buffalo, US-Bundesstaat New York. Es befindet sich im Süden der Stadt am Ufer des Buffalo Rivers und wurde zwischen 1915 und 1917 errichtet. Die 268 Speicher des 300 Meter langen Bauwerks hatten eine Kapazität von 4.500.000 Bushel Getreide (ungefähr 1,6 Mio. Kubikmeter). Damit war der Concrete-Central Elevator bei Fertigstellung das weltweit größte Silo für den Getreideumschlag. Der Speicher wurde 1966 stillgelegt und ist seit 1973 dem Verfall preisgegeben.
Seit 2003 steht das Gebäude im National Register of Historic Places.